# Roubreau (rivière)
Le Roubreau est une rivière française qui coule dans le département de l'Ardèche en région Auvergne-Rhône-Alpes. C'est un affluent de la rivière la Ligne en rive droite.

## Géographie
De 12,9 km de longueur, le Roubreau nait au sud de la commune de Joannas au confluent des ruisseaux  de Leyval et de Ranc de Bal et, se jette dans la Ligne au nord de la commune de Montréal.

### Communes traversées
Le Roubreau traverse les communes de Joannas, Rocles, Sanilhac, Tauriers, Largentière, Montréal, toutes situées dans le département de l'Ardèche.

## Affluents
Le Roubreau a 9 affluents référencés :
- Ruisseau d'Andon (rd), 1,9 km sur la commune de Joannas ;
- Ruisseau de Saint-Martin (rd), 1,7 km sur les communes de Joannas et Rocles ;
- Ruisseau de Rocles (rd), 2,5 km sur les communes de Joannas et Rocles avec un affluent :
  - Ruisseau de l'Ubac (rg), 1,1 km sur la commune de Rocles ;
- Ruisseau de l'Elze (rd), 1,2 km sur la commune de Rocles ;
- Rioubournet (rg), 2,4 km sur la commune de Joannas ;
- Ruisseau de Leyval (rd), 3,1 km sur les communes de Rocles et Sanilhac avec un affluent :
  - Ruisseau de Pissevieille (rd), 3 km sur les communes de Rocles et Sanilhac ;
- Le Riou (rg), 2,6 km sur les communes de Joannas et Tauriers ;
- Ruisseau de la Lozère (rg), 1,5 km sur les communes de Tauriers et Largentière ;
- Ruisseau de Pézenas (rd), 4 km sur les communes de Sanilhac, Montréal et Largentière avec un affluent :
  - Ruisseau des Vignes (rg), 1,9 km sur la commune de Sanilhac.